# Exotic Rides W70
Ne doit pas être confondu avec la Ferrari Enzo, et la Ferrari LaFerrari.
L'Exotic Rides W70, ou Exotic Rides F70, est un concept car de Supercar du constructeur automobile américain Exotic Rides. Son nom a été remplacé par ER W70. Son design extérieur ressemble à celui de la Ferrari Enzo, mais aussi à celui de la Ferrari LaFerrari.
Peu d'éléments de cette voiture ont été divulgués lors de sa présentation.

## Historique

### Contexte
La W70 est la première voiture créée par Exotic Rides. La Supercar est basée à Orlando, en Floride,. Son designer est l'Australien David Williams.

### Présentation
L'ER W70 a été annoncée par le constructeur le 28 juillet 2015  par une image sur le Web. Elle a été présentée au SEMA Show de Las Vegas de 2015.

## Dénomination
Le nom « ER » vient de « Exotic Rides », et « W70 » vient de « Wizoo7 », pour référencier son moteur V8 LS7 Chevrolet de 7,0 L.

## Caractéristiques techniques

### Motorisation

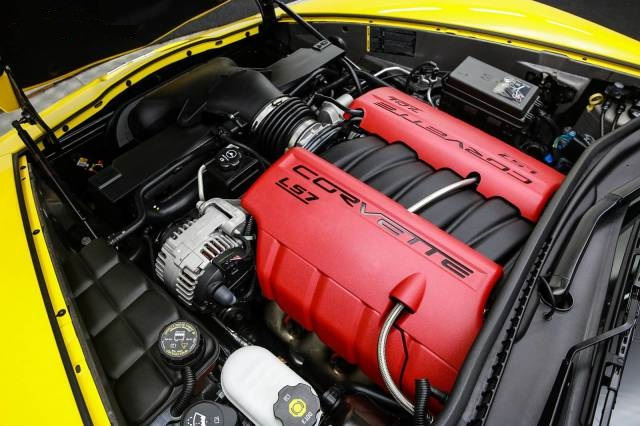
Moteur V8 LS7 7,0 L de Chevrolet.

Ce concept car possède un V8 LS7 de 7,0 L de Chevrolet, lui permettant d'atteindre une puissance de 626 ch,,.

### Carrosseries

#### Type et design
| Image externe |                       |
|               | Image de présentation |

La première voiture d'Exotic Rides est une Supercar. Elle ressemble à la Ferrari Enzo, et à la Ferrari LaFerrari,.

## Jeu vidéo
La Supercar peut être jouée sur le jeu vidéo Asphalt 9: Legends. Elle est disponible en classe B basse.